# BlackBerry Z30
BlackBerry Z30 este un smartphone 4G cu ecran tactil dezvoltat de BlackBerry. A fost anunțat la 18 septembrie 2013 și este un dispozitiv complet touchscreen care rulează sistemul de operare BlackBerry 10.

## Construcție
Deasupra ecranului găsim LED-ul de statut tradițional și camera frontală.
Partea dreaptă are tastele de volum separate prin butonul comandă vocală.
Pe partea stânga se află portul micro HDMI și portul micro USB.
Partea de sus are mufa audio de 3.5 mm și tasta de alimentare.
Pe partea din spate are camera foto cu blițul LED. Boxele stereo cu două grile fiecare sunt plasate în partea de sus și de jos a spatelui. Capacul din spate este detașabil, dar bateria nu poate fi scoasă. Slotul microSD este hot-swappable și micro SIM se află pe partea dreaptă. 

## Camera
Camera principală are 8 megapixeli susținut de un bliț LED. Camera are un senzor cu 5 elemente cu obiectivul diafragmei F/2.2 și BSI. Camera frontală are 2 megapixeli care înregistrează 720p.

## Ecran
Are un ecran tactil capacitiv de 5 țoli cu rezoluția de 1280 x 720 pixeli, densitate 295 ppi. 

## Hardware
Are procesor Qualcomm MSM8960T Pro Snapdragon dual-core tactat la 1.7 GHz Krait și cip grafic Adreno 320. 
Are 2 GB memorie RAM și spațiul de stocare intern este de 16 GB.

## Variante
| Model | STA100-1 RFV121LW                                         | STA100-2 RFW121LW                                        | STA100-3 RFX101LW                                        | STA100-4 RGB141LW                                  | STA100-5 RFY111LW                                         | STA100-6 RGU131LW                                        |
| ----- | --------------------------------------------------------- | -------------------------------------------------------- | -------------------------------------------------------- | -------------------------------------------------- | --------------------------------------------------------- | -------------------------------------------------------- |
| 2G    | Quad-band GSM/GPRS/EDGE (850/900/1800/1900 MHz)           | Quad-band GSM/GPRS/EDGE (850/900/1800/1900 MHz)          | Quad-band GSM/GPRS/EDGE (850/900/1800/1900 MHz)          | Quad-band GSM/GPRS/EDGE (850/900/1800/1900 MHz)    | Quad-band GSM/GPRS/EDGE (850/900/1800/1900 MHz)           | Quad-band GSM/GPRS/EDGE (850/900/1800/1900 MHz)          |
| 3G    | Quad-band HSPA+ 1, 2, 4, 5/6 (800/850,1700/1900/2100 MHz) | Quad-band HSPA+ 1, 2, 5/6, 8 (800/850,900/1900/2100 MHz) | Quad-band HSPA+ 1, 2, 5/6, 8 (800/850,900/1900/2100 MHz) | Quad-band HSPA+ 1, 2, 5, 8 (850/900/1900/2100 MHz) | Quad-band HSPA+ 1, 2, 4, 5/6 (800/850,1700/1900/2100 MHz) | Quad-band HSPA+ 1, 2, 5/6, 8 (800/850,900/1900/2100 MHz) |
| 4G    | LTE 2, 4, 5, 17 (700/850/1700/1900 MHz)                   | LTE 3, 7, 8, 20 (800/900/1800/2600 MHz)                  | LTE 4, 13 (700/1700 MHz)                                 | LTE 25 (1900 MHz)                                  | LTE 4, 5, 7 (850/1700/2600 MHz)                           | LTE 3, 7, 8, 20 (800/900/1800/2600 MHz)                  |
| SoC   | Qualcomm Snapdragon MSM8960T Pro (MSM8960AB)              | Qualcomm Snapdragon MSM8960T Pro (MSM8960AB)             | Qualcomm Snapdragon MSM8960T Pro (MSM8960AB)             | Qualcomm Snapdragon MSM8960T Pro (MSM8960AB)       | Qualcomm Snapdragon MSM8960T Pro (MSM8960AB)              | Qualcomm Snapdragon MSM8960T Pro (MSM8960AB)             |
| CPU   | 1.7 GHz dual-core Krait 300                               | 1.7 GHz dual-core Krait 300                              | 1.7 GHz dual-core Krait 300                              | 1.7 GHz dual-core Krait 300                        | 1.7 GHz dual-core Krait 300                               | 1.7 GHz dual-core Krait 300                              |
| GPU   | Adreno 320                                                | Adreno 320                                               | Adreno 320                                               | Adreno 320                                         | Adreno 320                                                | Adreno 320                                               |

## Conectivitate
BlackBerry Z30 funcționează cu o cartelă microSIM pe conexiunea 3G sau 4G. 
Dispune de un port micro-USB 2.0, un port micro HDMI, o mufă audio de 3.5 mm, iar conectivitatea este asigurată de Wi-Fi 802.11 a/b/g/n dual-band, Bluetooth 4.0 cu A2DP și LE. Are NFC, GPS cu A-GPS și suport GLONASS.

## Software
Certificarea NATO este o etapă importantă pentru BlackBerry Enterprise Service 10.
BlackBerry Enterprise Server dispune de BlackBerry Balance, care permite utilizatorilor comutarea între muncă și profiluri personale. Perimetrul de lucru protejează datele cu criptare AES 256-bit,iar administratorii pot configura aproba aplicații corporative.
Redarea video permite decodarea materialelor MPEG-4/AVC la rezoluție 1080p, iar suportul pentru codecuri sunt: containerul MKV și formatele video H.264, XviD, DivX, VC-1 și VP8. Suportul pentru formatele audio compatibile includ MP3, AAC, WMA, OGG și FLAC.

## Bateria
Z30 are o baterie nedetașabilă de 2880 mAh care oferă până la 25 ore de convorbire (2G) și până la 18 ore de convorbire (3G). Autonomia în regim stand-by este de până la 384 de ore în modul 3G.